# Horloge stellaire égyptienne
Une horloge stellaire égyptienne est une représentation structurée et complexe de données astronomiques, empreinte de mythologie et élaborée par les prêtres-astronomes de l'Égypte antique. Il existe différents types d'horloges stellaires telles que les horloges décanales ou les horloges stellaires ramessides.
Les premières horloges stellaires connues datent de la Première Période intermédiaire et figurent sur une vingtaine de sarcophages de haut dignitaires égyptiens.
La découverte de ces horloges dans des monuments à vocation strictement funéraire ne permet pas de conclure à une destination autre qu'à l'accomplissement de rites religieux. Une utilisation plus pratique voire scientifique, si tant est que ce dernier mot ait un sens en Égypte antique, serait, en l'état de nos connaissances, conjecturale.

## Horloge décanale

### Description et fonctionnement

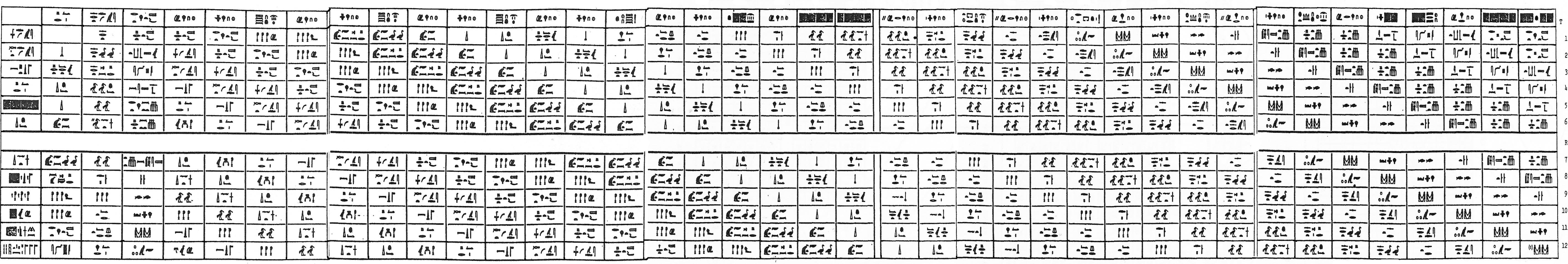
Horloge décanale représentée sur le sarcophage de Mesheh (ou)

Les horloges décanales les plus anciennes remontent à la Première Période intermédiaire et figurent sur des sarcophages de haut dignitaires égyptiens, dont certains ont été découverts au XIXe siècle à Assiout.
Les recherches d'Otto Eduard Neugebauer et Richard Anthony Parker ont permis de saisir la signification et le fonctionnement complexe de ces tables stellaires, dont l'exemple le plus complet demeure sur le sarcophage de Mesheh (Musée égyptien du Caire, no 28118), seigneur d'Assiout.
Une telle table se compose de treize lignes découpées en quarante colonnes. Chaque colonne correspond, de la droite vers la gauche, aux trente-six décades de l'année, les trois dernières colonnes synthétisant les noms des trente-six décans du ciel nocturne, et la dernière colonne décrivant les décans observés durant les jours épagomènes.
La ligne supérieure contient donc les noms des trente-six décades durant lesquelles s'effectuaient les observations. C'est-à-dire par exemple que la première décade était nommée I ꜣḫt tpy sw (première décade du premier mois de la saison Akhet), la deuxième décade était le I ꜣḫt Hry-ib sw (décade centrale du premier mois de la saison Akhet), jusqu'à la trente-sixième décade qu'était le III šmw Hry-pHwy sw (dernière décade du troisième mois de la saison Shémou). Mais, dans la plupart des tables, les mois et les saisons n'étaient bien souvent précisés que pour chaque première décade. Au lieu de noter I ꜣḫt Hry-ib sw, l'égyptien notait Hry-ib sw (décade centrale) et au lieu de III šmw Hry-pHwy, seulement Hry-pHwy (dernière décade).
Les douze lignes représentent de haut en bas les heures de la nuit. Le lever héliaque d'un décan s'effectue toujours durant la dernière heure de la nuit (la douzième heure), celle qui précède le lever du soleil. Les décans, en tout trente-six, se succèdent à chaque décade. Il est donc tout à fait naturel de voir se succéder ces décans sur la dernière ligne de la table (ligne verte du schéma).
Chaque décan étant défini pour chaque heure de la nuit, le décan de la douzième heure de la première décade prend une avance d'une heure à la deuxième décade et se déplace sur la onzième ligne. Puis, à chaque décade, un décalage d'une heure s'opère de telle manière que chaque étoile ou groupe d'étoiles de ces décans se déplacent en diagonale vers la gauche de l'horloge.
Une bande horizontale située entre la sixième et la septième heure contient les formules d'offrandes que le défunt avait affaire à différentes divinités et astres du ciel nocturne.

La table d'Otto Eduard Neugebauer et Richard Anthony Parker attribue à chaque étoile (ou groupe d'étoiles) un numéro ou une lettre. Ainsi, le numéro 29 désigne l'étoile Sirius, dont l'écriture hiéroglyphique est : 
| M44 |

| M44 |

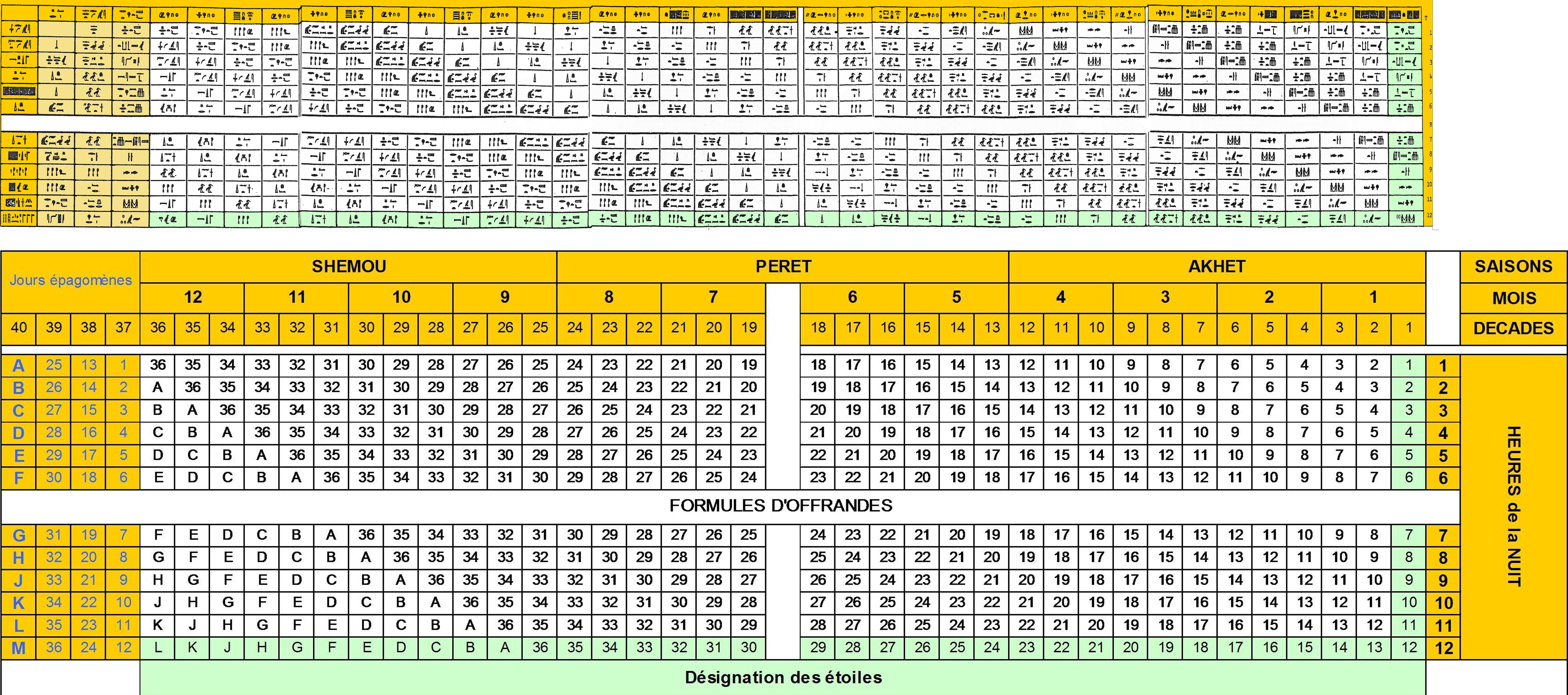
En haut, table stellaire de Mesheh. En bas, organisation générale des tables, inspirée des travaux d'Otto Eduard Neugebauer et Richard Anthony Parker

Pourquoi les douze décans de la dernière décade, notés A, B, C, D, E, F, G, H, J, K, L, M ne se retrouvent-ils pas à la première décade de l'année suivante? Tout simplement parce les décans ne décalent d'un rang que tous les dix jours. Or, les jours épagomènes sont au nombre de cinq. Par conséquent, le décalage ne s'effectue en quelque sorte que d'une demi-case vers le haut. Le premier jour de l'année suivante, il est donc nécessaire de définir douze décans pour les mêmes régions du ciel, mais avec un décalage supplémentaire de 5°. Les décans 1, 2, 3, 4, 5, 6, 7, 8, 9, 10, 11, et 12, puis A, B, C, D, E, F, G, H, J, K, L, et M sont donc approximativement les mêmes, mais décalés et donc dénommés différemment.

### Exemples de lecture
L'exemple 1 met en évidence la lecture du décan no 12. Cette étoile marquait la douzième heure du premier jour du premier mois de la saison Akhet, c'est-à-dire le premier jour de l'année civile égyptienne.
Les décans se succèdent à chaque décade. Par conséquent, la deuxième décade (décade centrale du premier mois de Akhet) voit le décan no 12 se lever plus tôt dans la nuit d'une heure, soit à la onzième heure. Il figure donc sur la onzième ligne. De décade en décade, le décan no 12 à l'instar des autres décans se déplace vers le haut en diagonale de la droite vers la gauche, jusqu'à la douzième décade où il n'est plus visible que la première heure de la nuit. Un décan est donc visible tout au plus durant douze décades.
L'exemple 2 illustre l'observation du décan no 26, de la troisième décade du premier mois de la saison Peret, date à laquelle il effectue son lever héliaque, jusqu'à la deuxième décade du premier mois de la saison Chémou, date à laquelle il n'est plus visible qu'à la première heure de la nuit.

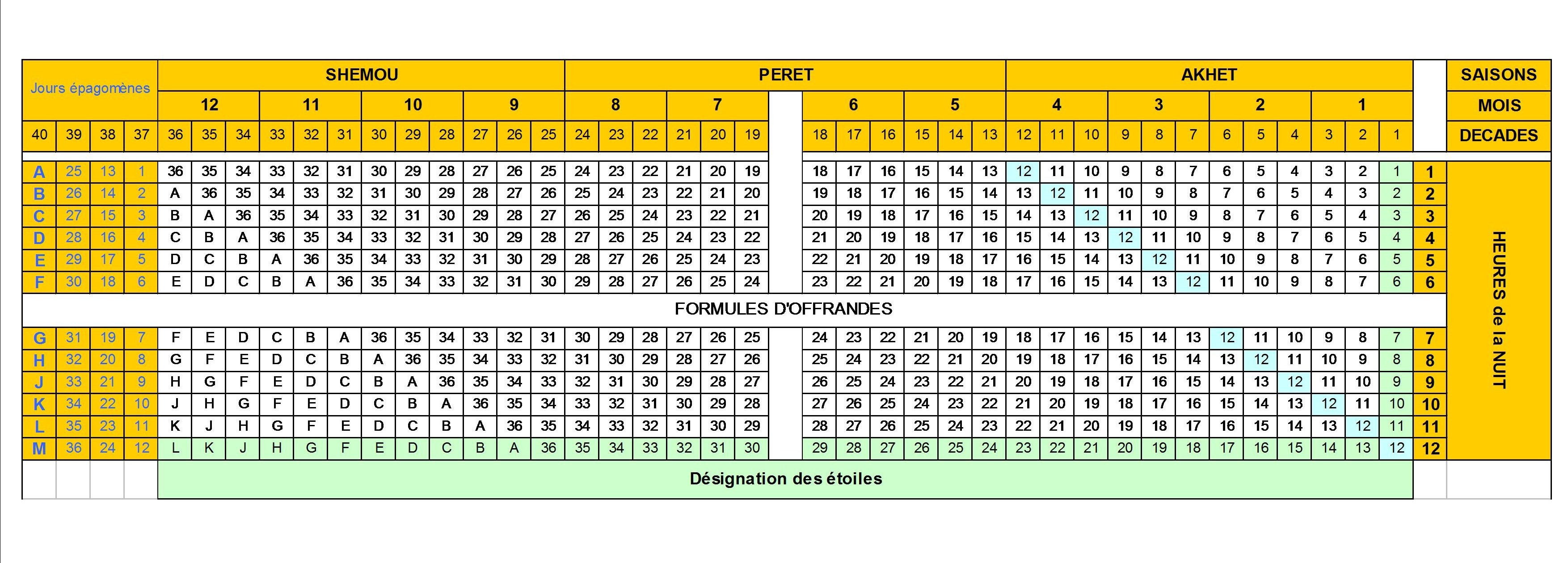
Exemple 1 de lecture d'une horloge décanale
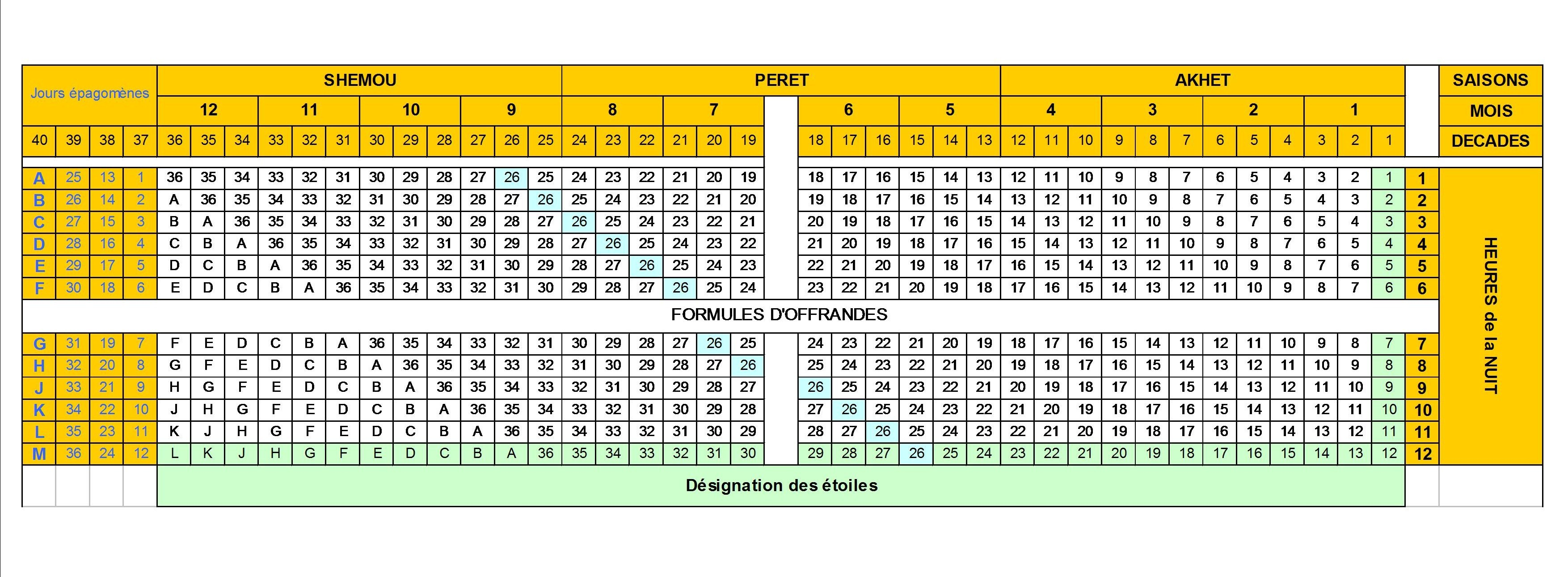
Exemple 2 de lecture d'une horloge décanale
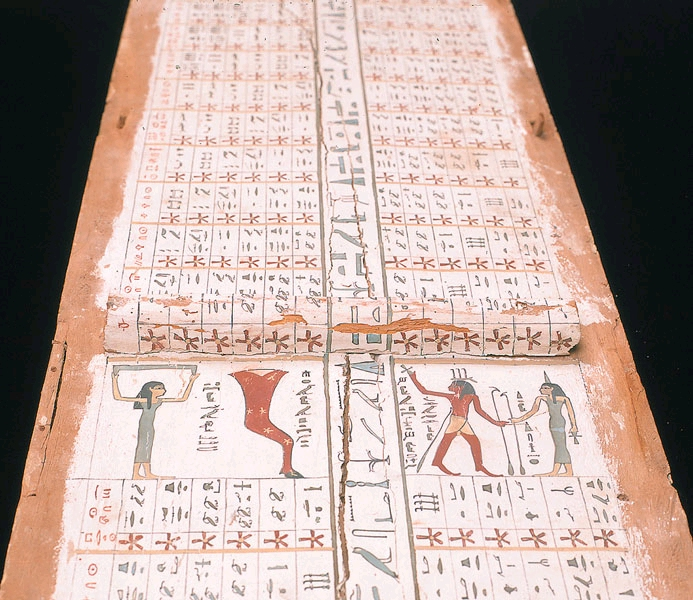
Sarcophage de Itib Première Période intermédiaire

### Datation des horloges décanales
La position dans une horloge décanale du décan 29 (l'étoile Sirius) permet une datation relativement précise de l'époque à laquelle fut élaborée la table stellaire. D'après les écrits de Censorinus, il est possible d'affirmer que le lever héliaque de Sirius correspondait au premier jour de l'année du calendrier égyptien vers -2781.
Si, comme c'est le cas dans la table du sarcophage de Mesheh, le décan 29 se situe au bas de la dix-huitième colonne, alors cela signifie qu'à l'époque de sa conception, le décalage entre le calendrier égyptien et le lever héliaque de Sirius était de 170 jours. Étant donné que ce décalage s'effectue au rythme d'une journée tous les quatre ans, la datation de la table est donnée par (-2781 + 170 x 4), soit -2101.

## Horloge stellaire ramesside

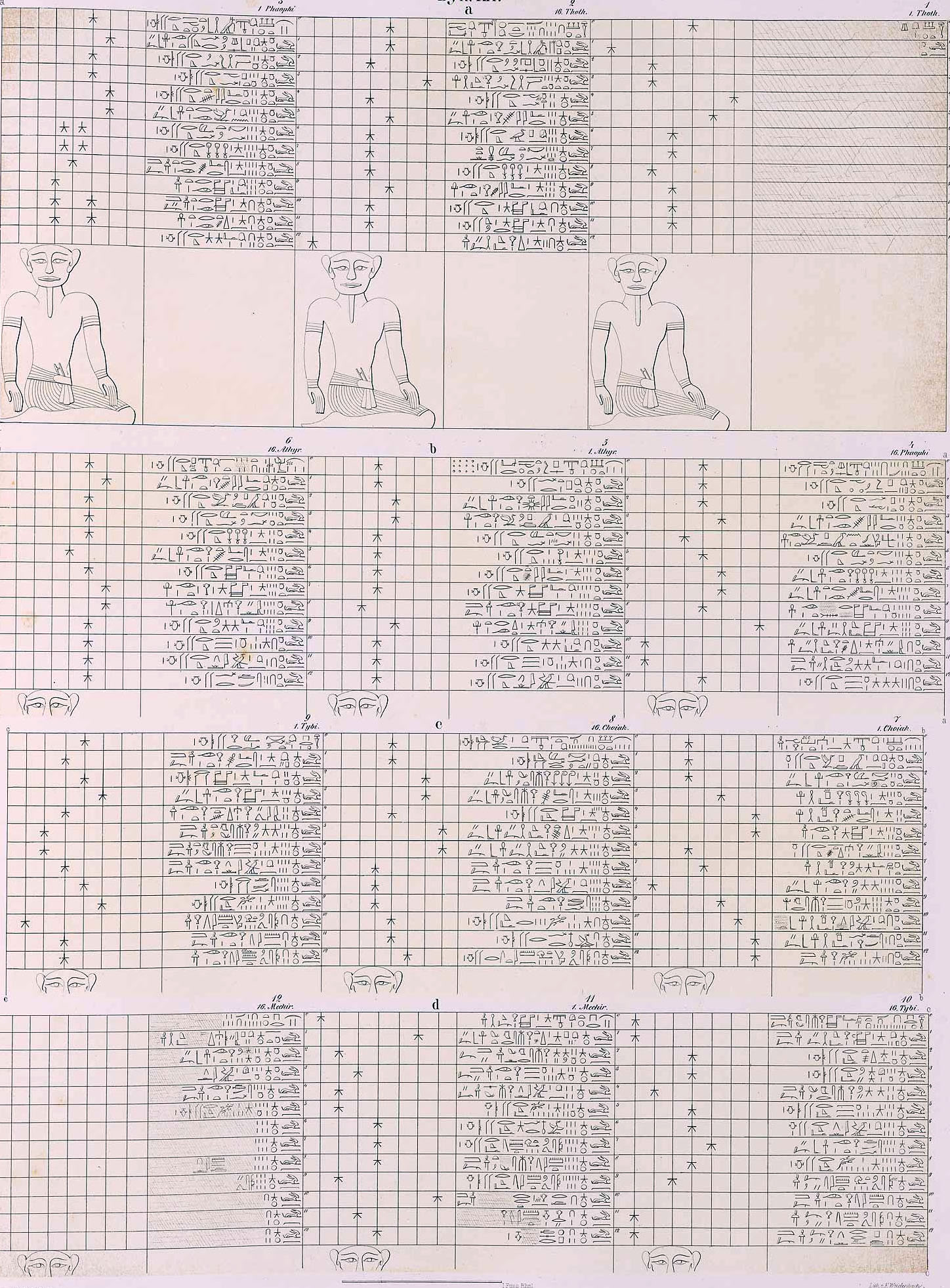
Horloge stellaire de la tombe de Ramsès VI
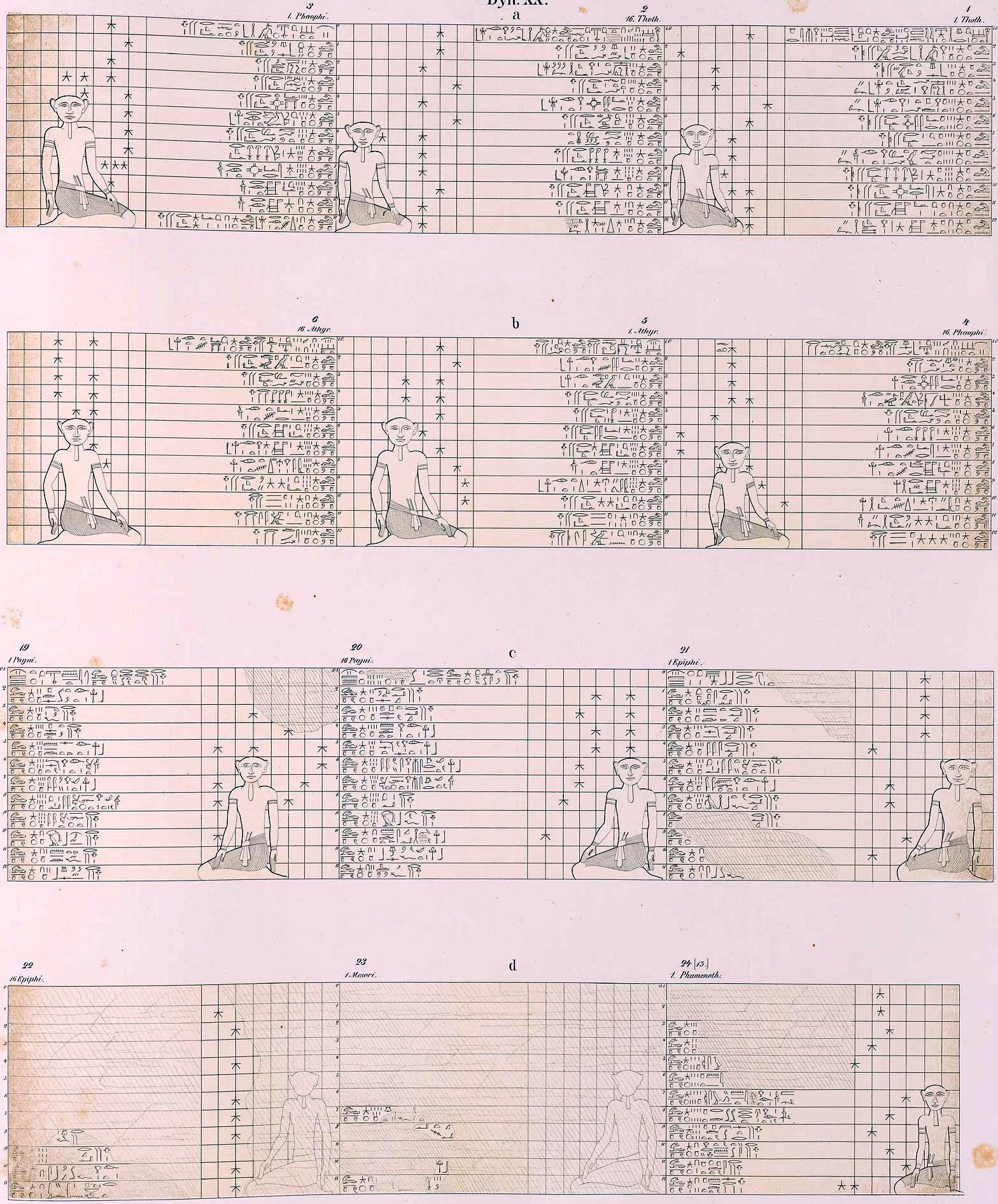
Horloge stellaire de la tombe de Ramsès IX
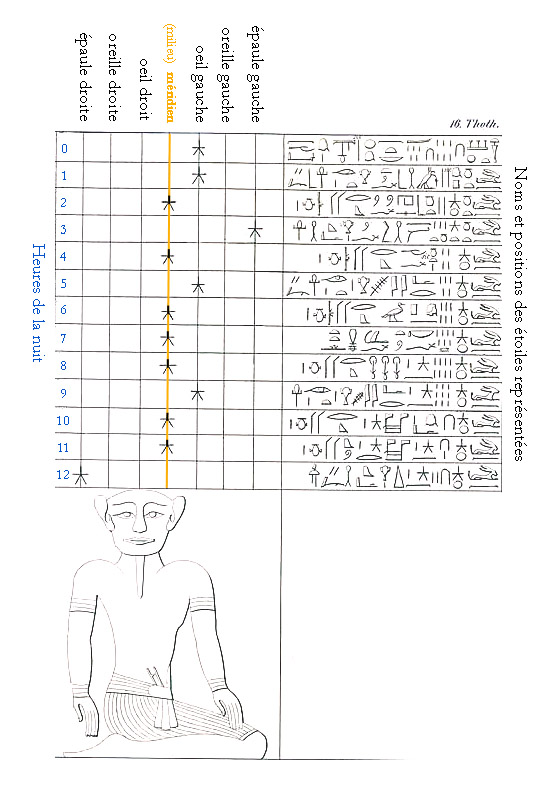
Fonctionnement d'une table tirée de l'horloge stellaire de Ramsès VI (le méridien est en orange)

Des horloges stellaires d'un type tout à fait nouveau font leur apparition au Nouvel Empire. À l'heure actuelle, seuls trois exemplaires subsistent dans les tombeaux de Ramsès VI, Ramsès VII et Ramsès IX.
Tandis que la lecture d'une horloge décanale de la Première Période intermédiaire repose sur le lever héliaque d'une étoile, celle d'une horloge stellaire ramesside repose sur sa culmination ou son transit.
Les astronomes égyptiens relevèrent, grâce à une clepsydre, pour chaque heure de la nuit (toujours au nombre de douze) la culmination d'une étoile au passage sur le méridien ou bien, si aucune étoile ne présentait cette configuration sur la voûte céleste, l'étoile brillante la plus proche du méridien. Ainsi, ils ont pu construire leurs tables ; il est à remarquer d'ailleurs que les murs de la tombe de Ramsès VI comportent les représentations d'une table stellaire et d'une clepsydre.
Une horloge ramesside présente vingt-quatre tables de treize étoiles, à raison de deux tables pour chaque mois. Chaque table est composée d'une grille découpée en treize lignes horizontales et neuf lignes verticales. Le découpage de la nuit en heures est donc effectué par les lignes horizontales. Les neuf lignes verticales constituent un repère à l'aide duquel on pointe une étoile se situant soit sur le méridien, soit sur des portions du ciel adjacentes de part et d'autre à ce méridien.

### Lecture d'une table ramesside
Chacune des vingt-quatre tables stellaires n'était valable que pour une durée de quinze jours. Chaque table de la représentation était donc surmontée de la date à laquelle on débutait l'observation. Par exemple, une table arborant l'inscription 16 Thot (soit I Akhet) proposait uniquement une configuration des astres pour la période du seizième jour du premier mois de la saison Akhet jusqu'au premier jour du second mois d'Akhet (soit le I Phaophi). La période des cinq jours épagomènes figurait dans la vingt-quatrième et dernière table de l'horloge.
Au jour du 16 Thot donc, la première heure de la nuit, appelée commencement de la nuit, était déterminée par une étoile située juste à l'est du méridien, de même que la deuxième heure. La troisième heure, quant à elle, est représentée par une étoile culminant sur le méridien, et ainsi de suite.

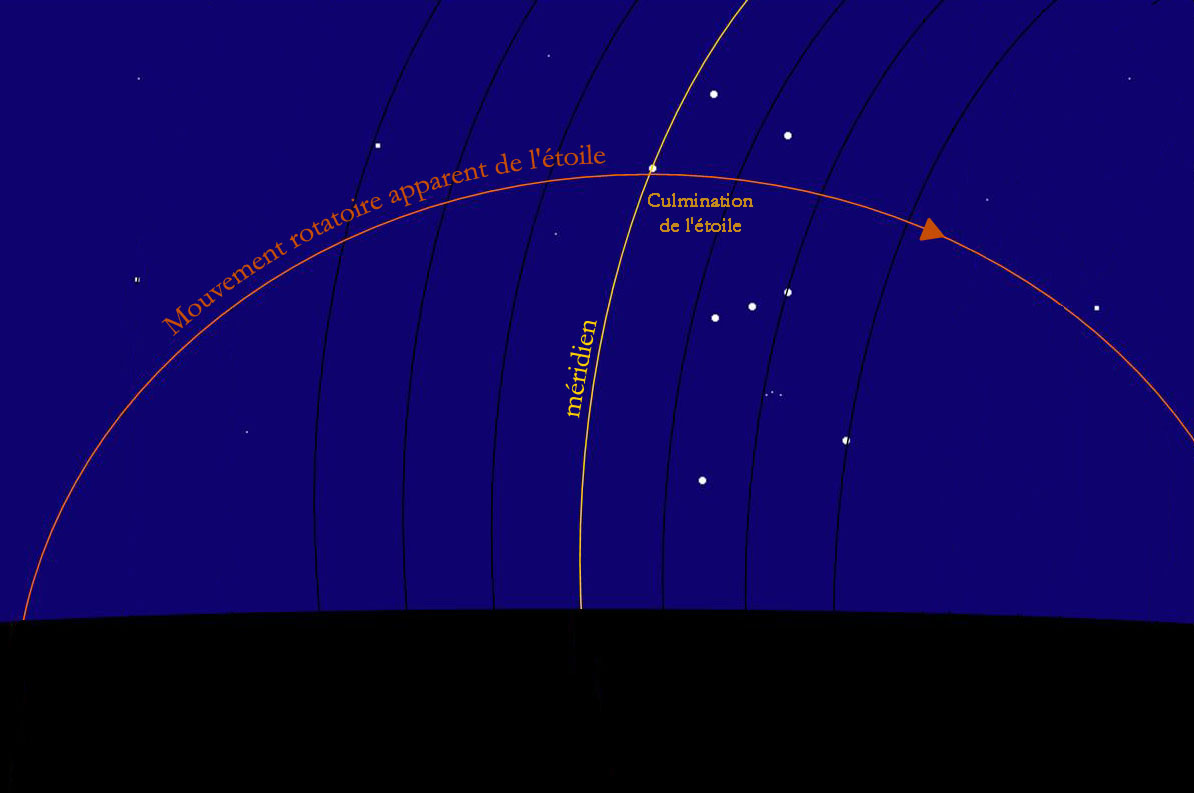
Culmination d'une étoile et grille ramesside (le méridien est en orange)

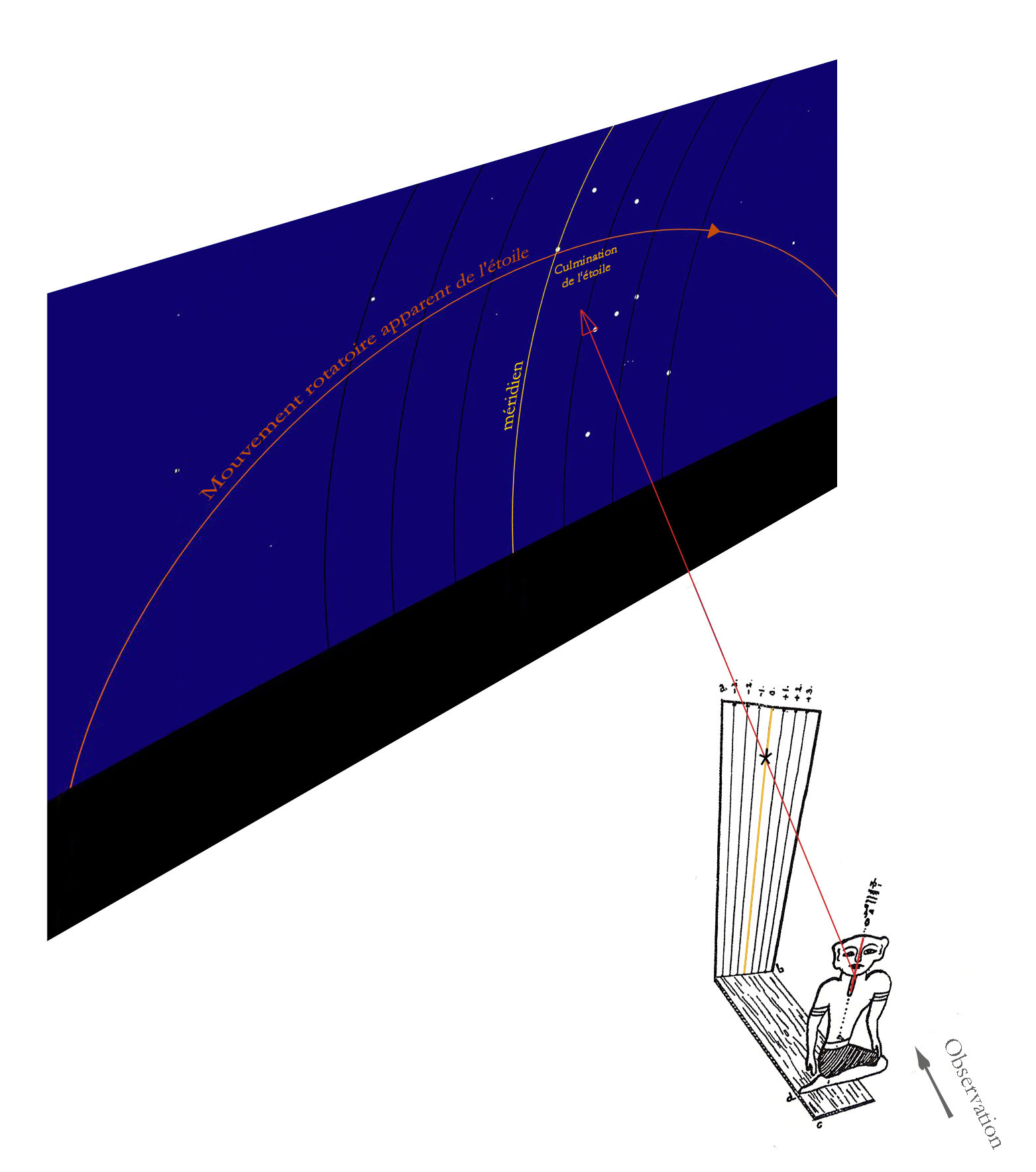
Fonctionnement d'un observatoire stellaire ramesside (le méridien est en orange)

Les inscriptions hiéroglyphiques situées sur la droite d'une table donnent pour chaque heure, le nom de l'étoile observée ainsi que sa position sur le repère anthropomorphe dont une illustration accompagne chaque table sur sa partie inférieure. C'est-à-dire :
- sur l'épaule droite ;
- sur l'oreille droite ;
- sur l'œil droit ;
- au sein ;
- sur l'œil gauche ;
- sur l'oreille gauche ; ou
- sur l'épaule gauche.

Ce type de repère a inspiré à l'égyptologue Hans Schack-Schackenburg une reconstitution plausible de l'instrument d'observation ayant permis l'élaboration de telles tables (voir figure ci-contre). Orienté suivant l'axe nord-sud, l'observateur, aidé de sa clepsydre, pouvait pointer une étoile alignée avec une ligne verticale de la grille et un repère de la figure humaine. L'exemple figure l'observation imaginaire de l'étoile Bételgeuse de la constellation d'Orion, située sur le méridien, et par conséquent visée au milieu du visage de l'homme assis. Sa position sur la table stellaire est donc sur la cinquième ligne. Si, l'heure suivante, aucune étoile n'est visible sur le méridien, alors, l'étoile la plus brillante la plus proche du méridien et située sur l'un des repères verticaux adjacents est choisie comme référence. Il en va ainsi pour chaque heure de la nuit.

### Datation des horloges ramessides
Ces horloges représentent la culmination de l'étoile Sirius (Sothis) à la date du II Péret 16 (le seizième jour du deuxième mois de la saison Péret). Cet événement calendaire eut lieu aux environs de -1470, date antérieure de la représentation ramesside de plus de trois cents ans. Ce fait démontre que la présence ou l'absence d'artefacts archéologiques relatifs aux connaissances scientifiques égyptiennes à une époque précise ne sont aucunement révélateurs de leur étendue (ou de leur lacune) puisque, des années plus ou moins proches de -1470, aucune trace de ces horloges ne nous est parvenue.